# Урцаки
Урцаки — село в Дахадаевском районе Дагестана. Входит в состав Сутбукского сельсовета.

## История
Ленинградские археологи в 1974 году установили, что селу минимум 1200 лет. Сюда переселились потомки древнего урочища Урцеки. Село разрослось из маленькой крепости на высоком утесе. До сих пор сохранились стены древней крепости толщиной до 3 метров.
Считается, что отсюда расселились по окрестностям и образовали свои села семейные кланы, недовольные политикой древнего урцакинского вождя Цагура (на местном наречии ЦӀагьур). Может быть, от его имени произошли имена Цахур и Заур. В войне с арабскими завоевателями, укрепившимися в селе Кала-корейш (с корейшитами) была истреблена большая часть населения крепости. Урцаки заключил военно-политический союз с обществом Амузги и они вместе нападали на отряды арабских захватчиков.
Ныне большая часть трудоспособного населения работает в близлежащем селе Кубачи. Большинство домов заброшено, молодёжь покидает горы в поисках заработка. В селе действует средняя школа.

## Население
| 1888 | 1895 | 1926 | 1939 | 1970 | 1989 | 2002 |
| ---- | ---- | ---- | ---- | ---- | ---- | ---- |
| 511  | ↗521 | ↘504 | ↗541 | ↘408 | ↘386 | ↘268 |
| 2010 | 2021 |      |      |      |      |      |
| ↗300 | ↗361 |      |      |      |      |      |